# Rio Gălăşeni (Crişul Repede)
O Rio Gălăşeni é um rio da Romênia, afluente do Dobrineşti, localizado no distrito de Bihor.